# Liste der Grafen zu Sponheim
Die Grafschaft Sponheim durchlebte im Laufe der Jahrhunderte grob drei Hauptphasen. Die erste dauerte von den Anfängen im 11. Jahrhundert bis zur ersten Teilung der Grafschaft in zwei Sponheim-Linien um 1234. In dieser ersten Stufe wurde das Gebiet von einem einzigen Graf regiert.
In der zweiten Stufe wurde die Grafschaft von zwei Grafen verwaltet. Die Vordere Grafschaft Sponheim beherrschte die Linie Sponheim-Kreuznach mit Sitz auf der Kauzenburg bei Kreuznach. Die Hintere Grafschaft Sponheim wurde von der Linie Sponheim-Starkenburg regiert, mit Sitz erstmals auf der Starkenburg bei Enkirch, und ab 1350 auf der Grevenburg bei Trarbach. Diese Stufe dauerte ungefähr bis zum Aussterben der beiden Linien 1437.
Anschließend in der dritten Phase wurden beide Teile der Grafschaft von Gemeinsherren regiert, wie ein Kondominium. Die Verwaltung der Hinteren Grafschaft Sponheim war zwischen einer pfälzischen Nebenlinie (Pfalz-Simmern, später Pfalz-Zweibrücken, später Pfalz-Birkenfeld) und Baden geteilt, die der Vorderen Grafschaft Sponheim grob zwischen Baden und der Kurpfalz. Die regierenden Häuser des sponheimischen Kondominiums waren weibliche Nachkommen der Sponheimer und führten den Titel Graf zu Sponheim.

## Sponheim
- Siegfried I. (1044–1065), Markgraf der Ungarnmark
- Stephan I. (um 1060) eventuell Bruder von Siegfried
- Stephan II. (um 1080)
- Meginhard (um 1085-um 1135)
- Gottfried I. (1136 oder 1135–1159)
- Gottfried II. (1165–1183)
- Gottfried III. (1195–1218)

## Vordere Grafschaft Sponheim
- Simon I. (1223–1264)

### Sponheim-Kreuznach
- Johann I. (1265–1290)
- Johann II. (1290–1340)
- Simon II. (1290–1336)
- Walram (1336–1380)
- Simon III. (1380–1414)
- Elisabeth (1414–1417)

### Sponheim-Bolanden
- Heinrich I. (1277–1311)
- Philipp (1314–1337)
- Heinrich II. (1344–1393)
- Elisabeth
- Anna

(Erbe an Nassau-Saarbrücken)

### Sponheim-Neef
- Eberhard (1279–1303)
- Elisabeth

(Erbe an Metz-Scharfeneck)

### Gemeinsherren der Vorderen Grafschaft Sponheim

#### Kurpfalz
- Ludwig III. (1417–1436)
- Ludwig IV. (1436–1449)
- Friedrich I. (1449–1476), zunächst Vormund; 1451 Kurfürst
- Philipp (1476–1508, Ä.G. 1480)
- Ludwig V. (1508–1544)
- Friedrich II. (1544–1556)
- Ottheinrich (1556–1559)

(Erbe an Linie Pfalz-Simmern)

#### Veldenz bzw. Pfalz-Simmern
- Friedrich III., Graf von Veldenz (1437–1444, Ä.G. 1437)
- Friedrich I., Pfalzgraf (1444–1480, Ä.G. 1453)
- Johann I. (1480–1509, Ä.G. 1508)
- Johann II. (1509–1557, Ä.G. 1527)
- Friedrich II. (III.), 1559 Kurfürst (1557–1576, Ä.G. 1569)
- Ludwig VI., Kurfürst (1576–1583)
- Friedrich IV., Kurfürst (1583–1610, Ä.G. 1588)
- Ludwig Philipp zu Simmern (1610–1655), bis 1622 alleiniger Inhaber, Ä.G.
- Ludwig Heinrich zu Simmern (1655–1674)
- Karl I. Ludwig, Kurfürst (1674–1680, Ä.G. 1677)
- Karl II., Kurfürst (1680–1685)

(Erlöschen der Linie Simmern, Erbe an Pfalz-Neuburg)

##### Pfalz-Neuburg
- Philipp Wilhelm, Kurfürst (1685–1690)
- Johann Wilhelm, Kurfürst (1690–1716, Ä.G. 1707)
- Karl III. Philipp, Kurfürst (1716–1742)
- Karl Theodor, Kurfürst (1742–1799, Ä.G. 1761)

(Rechtsnachfolger war Pfalzgraf Maximilian von Zweibrücken (siehe Hintere Grafschaft))

#### Baden
- Jakob I. (1437–1453, Ä.G. 1444)
- Karl I. (1453–1463) (1463 bis Jan. 1508 an Kurpfalz verpfändet)
- Philipp I. (1508–1533, Ä.G. 1509) (1533/34 umstritten, am 27. März 1534 an Baden-Baden)
- Bernhard III. (1534–1536)
- Philibert (1536–1569, Ä.G. 1557)
- Philipp II. (1569–1588, Ä.G. 1576)
- Eduard Fortunat (1588–1600) (1600 bis Nov. 1622 kein badischer Gemeinsherr, kurpfälzischer Alleinbesitz)
- Wilhelm (1622–1677, Ä.G. 1655)
- Ludwig Wilhelm (1677–1707, Ä.G. 1680)
- Ludwig Georg Simpert (1707–1761, Ä.G. 1716)
- August Georg Simpert (1761–1771)

(Erlöschen der Linie Baden-Baden, Erbe fällt an Linie Baden-Durlach)
- Karl Friedrich (1771–1811)

## Hintere Grafschaft Sponheim

### Sponheim-Starkenburg
- Johann I. (1223–1266)
- Heinrich I. (1266–1289)
- Johann II. (1289–1324)
- Heinrich II. († 1323)
- Loretta (1324–1331)
- Johann III. (1331–1398)
- Johann IV. (1398–1411)
- Johann V. (1411–1437)

### Gemeinsherren der Hinteren Grafschaft Sponheim
- Friedrich III., Graf zu Veldenz und Sponheim (1437–1444, Ä.G. 1437)

#### Pfalz-Simmern/-Birkenfeld/-Zweibrücken
- Friedrich I., Pfalzgraf (1444–1480, Ä.G. 1453)
- Johann I. (1480–1509)
- Johann II. (1509–1557, Ä.G. 1527)
- Friedrich II., 1559 Kurfürst Friedrich III. (1557–1560), als Pfandinhaber 1569 bis 1571

##### Pfalz-Zweibrücken
- Wolfgang zu Veldenz (1560–1569)
- Johann I. (1569–1584 als Vormund seines Bruders Karl I.)

##### Pfalz-Birkenfeld
- Karl I. zu Birkenfeld (1584–1600, Ä.G. 1588)
- Georg Wilhelm (1600–1669, Ä.G. 1600), bis 1618 unter Vormundschaft
- Karl II. Otto (1669–1671)

##### Pfalz-Birkenfeld-Bischweiler erhält Birkenfeld
- Christian II. zu Bischweiler (1671–1717, Ä.G. 1677)

##### Pfalz-Bischweiler-Birkenfeld erhält Zweibrücken
- Christian III., ab 1731 zu Zweibrücken (1717–1735)
- Christian IV. (1735–1775, Ä.G. 1761)
- Karl II. August Christian (1775–1795)
- Maximilian I. (IV.) Joseph, Kurfürst von Pfalz-Bayern, 1806 König von Bayern, erbt 1799 auch den Anteil der Vorderen Grafschaft.

#### Baden
- Jakob I. (1437–1453, Ä.G. 1444)
- Karl I. (1453–1475)
- Christoph I. (1475–1527, Ä.G. 1480)
- Bernhard III. zu Baden (1527–1536)
- Philibert (1536–1569, Ä.G. 1557)
- Philipp II. (1569–1588, Ä.G. 1569)
- Eduard Fortunat (1588–1600) (1600–1605 kein badischer Gemeinsherr)
- Georg Friedrich zu Durlach (1605–1622)
- Wilhelm (1622–1677, Ä.G. 1669)
- Ludwig Wilhelm (1677–1683), Bruder (von 1683 bis 1697 Inhaberin des Anteils Markgräfin Marie Franziska geb. Gräfin von Fürstenberg)
- Ludwig Georg Simpert (1707–1761, Ä.G. 1717)
- August Georg Simpert (1761–1771)
- Karl Friedrich (1771–1811)